# No One Is to Blame
No One Is to Blame är en låt av den brittiske musikern Howard Jones. Den släpptes i mars 1986 som den fjärde och sista singeln från albumet Dream into Action. Singeln nådde plats 16 på UK Singles Chart, plats 4 på Billboard Hot 100 och plats 1 på Adult Contemporary.

## Låtlista

### Vinylsingel
1. "No One Is to Blame" – 4:14
2. "The Chase" – 2:53

### Maxisingel
1. "No One Is to Blame (Extended Mix)" – 5:16
2. "The Chase" – 2:53
3. "No One Is to Blame (The Long Mix)" – 3:07